# Chemiré-sur-Sarthe
Chemiré-sur-Sarthe és un municipi francès situat al departament de Maine i Loira i a la regió de País del Loira. L'any 2007 tenia 258 habitants.

## Demografia

### Població
El 2007 la població de fet de Chemiré-sur-Sarthe era de 258 persones. Hi havia 101 famílies de les quals 20 eren unipersonals (12 homes vivint sols i 8 dones vivint soles), 42 parelles sense fills, 35 parelles amb fills i 4 famílies monoparentals amb fills.
La població ha evolucionat segons el següent gràfic:
Habitants censats

### Habitatges
El 2007 hi havia 133 habitatges, 104 eren l'habitatge principal de la família, 18 eren segones residències i 10 estaven desocupats. 131 eren cases i 2 eren apartaments. Dels 104 habitatges principals, 81 estaven ocupats pels seus propietaris i 24 estaven llogats i ocupats pels llogaters; 2 tenien una cambra, 5 en tenien dues, 18 en tenien tres, 36 en tenien quatre i 43 en tenien cinc o més. 74 habitatges disposaven pel capbaix d'una plaça de pàrquing. A 52 habitatges hi havia un automòbil i a 48 n'hi havia dos o més.

### Piràmide de població
La piràmide de població per edats i sexe el 2009 era:
| Homes | Edats   | Dones |
| ----- | ------- | ----- |
| 0     | 95 o +  | 0     |
| 0     | 90 a 94 | 0     |
| 0     | 85 a 89 | 0     |
| 4     | 80 a 84 | 0     |
| 12    | 75 a 79 | 16    |
| 8     | 70 a 74 | 8     |
| 4     | 65 a 69 | 4     |
| 12    | 60 a 64 | 12    |
| 4     | 55 a 59 | 4     |
| 0     | 50 a 54 | 0     |
| 12    | 45 a 49 | 12    |
| 8     | 40 a 44 | 8     |
| 12    | 35 a 39 | 12    |
| 4     | 30 a 34 | 0     |
| 12    | 25 a 29 | 12    |
| 4     | 20 a 24 | 4     |
| 20    | 15 a 19 | 8     |
| 16    | 10 a 14 | 12    |
| 12    | 5 a 9   | 0     |
| 0     | 0 a 4   | 4     |

## Economia
El 2007 la població en edat de treballar era de 141 persones, 104 eren actives i 37 eren inactives. De les 104 persones actives 90 estaven ocupades (52 homes i 38 dones) i 14 estaven aturades (6 homes i 8 dones). De les 37 persones inactives 16 estaven jubilades, 10 estaven estudiant i 11 estaven classificades com a «altres inactius».

### Ingressos
El 2009 a Chemiré-sur-Sarthe hi havia 109 unitats fiscals que integraven 264 persones, la mediana anual d'ingressos fiscals per persona era de 15.497 €.

### Activitats econòmiques
Dels 5 establiments que hi havia el 2007, 1 era d'una empresa de fabricació d'altres productes industrials, 2 d'empreses de construcció, 1 d'una empresa immobiliària i 1 d'una empresa de serveis.
Dels 2 establiments de servei als particulars que hi havia el 2009, 1 era un paleta i 1 fusteria.
L'any 2000 a Chemiré-sur-Sarthe hi havia 8 explotacions agrícoles.

## Poblacions més properes
El següent diagrama mostra les poblacions més properes.